# Tòa án Liên bang Tối cao
Tòa án Tối cao Liên bang Brasil (tiếng Bồ Đào Nha: Supremo Tribunal Federal hoặc STF) là một trong những tòa án cao nhất tại Brasil, là trường hợp cuối cùng kháng nghị quyết định của tòa án thẩm quyền chung, cũng là tòa án hiến pháp.
Tòa án Tối cao Liên bang, cùng với Tòa án Tối cao Tư pháp, là cơ quan tư pháp cao nhất ở Brasil. Nó giám sát việc tuân thủ hiến pháp, đưa ra quyết định cuối cùng khi đưa ra các cáo buộc chống lại tổng thống, phó tổng thống, các thành viên của Quốc hội và các quan chức cao cấp khác, giải quyết những xung đột quốc tế và nội bộ.
Tòa án Tối cao Liên bang nằm ở thủ đô của liên bang, Brasilia và quyền tài phán của nó kéo dài trên toàn bộ lãnh thổ quốc gia.

## Thành phần
Tòa án tối cao liên bang bao gồm mười một thẩm phán, được lựa chọn trong số các công dân trong độ tuổi từ 35 đến 65, với kiến thức được công nhận trong 
lĩnh vực luật học và danh tiếng hoàn hảo. Thẩm phán của Tòa án tối cao liên bang được bổ nhiệm bởi tổng thống sau khi lựa chọn của họ được chấp thuận bởi đa số tuyệt đối của các thành viên của Thượng viện Liên bang.

## Quyền hạn
Thẩm quyền chính của Tòa án Tối cao Liên bang là giám sát việc chấp hành Hiến pháp Brasil, thẩm quyền độc quyền của nó bao gồm:
Là một phiên tòa sơ thẩm, ông tập công:
- công nhận là vi hiến của bất kỳ hiệp ước quốc tế, luật liên bang, luật tiểu bang hoặc bất kỳ hành vi pháp lý nào khác;
- xem xét các tội phạm thông thường do chánh án, phó chánh án, các thành viên của Quốc hội, các thẩm phán của họ và tổng chưởng lý Brasil cam kết;
- xem xét các hành vi phạm tội có tính chất chung và tội phạm đủ điều kiện lạm dụng quyền lực của các bộ trưởng chính phủ, các thành viên của các tòa án cấp cao và các quan chức cao cấp khác;
- giải quyết các tranh chấp với bất kỳ nước ngoài và các tổ chức quốc tế hoặc giữa một liên bang và các quốc gia;
- quyết định dẫn độ do nhà nước nước ngoài yêu cầu;
- xác nhận bản án do Toà án nước ngoài lưu lại và cho phép thi hành án nước ngoài từ một tổ chức tư pháp khác, thẩm quyền được giao cho Chủ tịch nước theo quy định nội bộ của mình.
- rà soát các quyết định trong các vụ án hình sự đã có hiệu lực và tuyên bố hủy bỏ các quyết định của chính mình;
- xem xét các trường hợp, một cách của công minh, minh bạch, khi nguyên đơn hoặc bị đơn là một tòa án, thẩm quyền hoặc chính thức;
- xem xét xung đột về thẩm quyền giữa các cơ quan tư pháp cao nhất của đất nước.

Trong lệnh kháng cáo chung, đưa ra quyết định:
- trong trường hợp dữ liệu habeas corpus, dữ liệu cư trú liên quan đến thủ tục lệnh bắt buộc (port mandato de seguranca) và lệnh cấm (port mandato de injuncao), khi yêu cầu áp dụng các thủ tục này đã bị tòa án cấp cao từ chối (tranh chấp lao động, bầu cử và quân sự tư pháp), xem xét các trường hợp như là phương sách cuối cùng;
- về tội chính trị.

## Chánh án và phó Chánh án
Chánh án và phó Chánh án của Tòa án được bầu bởi những người đồng cấp của họ với nhiệm kỳ hai năm bằng cách bỏ phiếu kín. Chánh án hiện đang phục vụ là Luiz Fux.
Không được tái cử cho một nhiệm kỳ liên tiếp. Theo truyền thống, các thành viên của Tòa án luôn bầu làm chủ tịch là bộ trưởng cao cấp nhất của Tòa án chưa làm tổng thống, để tránh chính trị hóa Tòa án.
Nếu tất cả các thành viên hiện đang ngồi trong tòa án đã từng là tổng thống, thì việc luân chuyển bắt đầu lại từ đầu; tuy nhiên, do tồn tại độ tuổi nghỉ hưu bắt buộc và do đó, việc bổ nhiệm các bộ trưởng mới để lấp đầy những chỗ trống đó, rất hiếm khi chu kỳ được hoàn thành và bắt đầu lại, và một số bộ trưởng buộc phải nghỉ hưu trước khi đến lượt họ trong nhiệm kỳ tổng thống. đến, đúng như dự đoán sẽ xảy ra với Teori Zavascki.
Theo cùng một quy ước, tòa án chọn làm phó chánh án cho một nhiệm kỳ nhất định, bộ trưởng, theo truyền thống đó, sẽ được chọn làm tổng thống trong nhiệm kỳ kế tiếp. Cũng theo truyền thống, các cuộc bầu cử tổng thống và phó tổng thống không bao giờ được nhất trí, luôn có một phiếu thiểu số biệt lập trong mỗi cuộc bầu cử, vì các bộ trưởng sẽ được bầu không bao giờ bỏ phiếu cho chính họ; những phiếu bầu như vậy được bỏ cho Chủ nhiệm Tòa án-thành viên cao cấp nhất của tòa án-hoặc cho một số bộ trưởng cao tuổi khác mà người được bầu ngưỡng mộ và muốn bày tỏ sự kính trọng.
Chánh án cũng là người thứ 4 trong dòng kế vị tổng thống, khi tổng thống Brasil bị ngăn cản để nắm quyền phụ trách, đứng trước phó tổng thống, chủ tịch hạ viện và chủ tịch thượng viện liên bang, như quy định tại Điều 80 của Hiến pháp Brasil. Vào ngày 25 tháng 6 năm 2020, Luiz Fux được bầu làm chánh án tiếp theo, phục vụ nhiệm kỳ hai năm bắt đầu vào ngày 10 tháng 9.